# Sint-Donatuskapel (Sevenum)

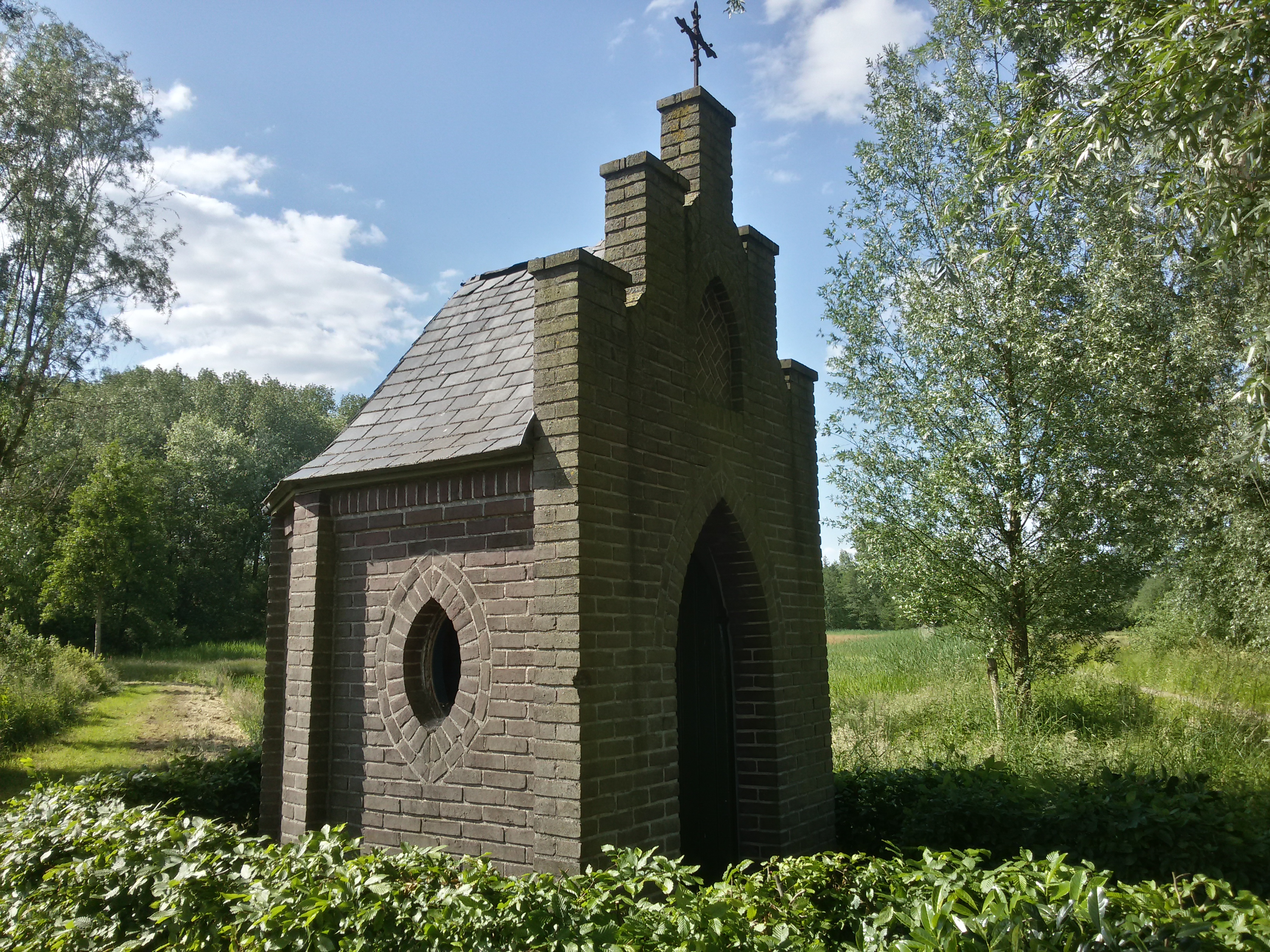
De Sint-Donatuskapel bij Sevenum

De Sint-Donatuskapel is een kapel bij De Hees tussen Kronenberg en Sevenum in de Nederlands Noord-Limburgse gemeente Horst aan de Maas. De kapel staat nabij de Heesbeemd ten noorden van de buurtschap aan de Blakterbeek. Ten noorden van de kapel liggen de Heesbeemden.
Op ongeveer 600 meter naar het zuidwesten staat de Sint-Apolloniakapel en op ongeveer 700 meter naar het zuidoosten staat de Sint-Jozefkapel.
De kapel is gewijd aan Donatus van Münstereifel.

## Geschiedenis
In 1926 bouwde de boer Frans Wijnen de kapel nadat er vlakbij hem tijdens het werk op het veld de bliksem was ingeslagen. De kapel moest zorgen voor bescherming tegen natuurgeweld en onweer en werd daarom opgedragen aan de heilige Donatus. Gelijktijdig werd de boerderij te Heesbeemden 10 gebouwd.

## Gebouw
De bakstenen kapel heeft een driezijdige koorsluiting en wordt gedekt door een zadeldak van leien. Op de hoeken van de gevels zijn er steunberen aangebracht. In de achtergevel is versierd met een in bakstenen metselwerk uitgevoerd reliëf van een kruis. In de linker zijgevel is een ovaalvormig venster aangebracht. De frontgevel is een trapgevel die getopt wordt door een smeedijzeren kruis. Hoog in de frontgevel bevindt zich een spitsboogvormige nis en eronder de spitsboogvormige toegang tot de kapel die wordt afgesloten met een groene deur.
Van binnen is de kapel wit gestuukt met tegen de achterwand het altaar. Boven het altaar is een blauw geschilderde houten kast geplaatst die dient als rechthoekige nis. De nis wordt afgesloten door een deurtje met glas. In de nis staat een beeld van de heilige Donatus.
Bij de kapel staat een monumentale schietwilg.